# Hexorthodes hueco
Hexorthodes hueco är en fjärilsart som beskrevs av Barnes 1904. Hexorthodes hueco ingår i släktet Hexorthodes och familjen nattflyn. Inga underarter finns listade i Catalogue of Life.